# HASAN
HASAN（ハサン）は、日本の男性シンガーソングライター、作詞家、作曲家、編曲家、音楽プロデューサー、レコーディング・エンジニア、MC。

## 略歴
主にグループLi-Luck、堕天使、SOLIDUS a.k.a. SVDを含める50組近く、インディーズアーティストを中心に提供。レコーディング・エンジニア、作曲家、編曲家として携わる事が多い。
アンダーグラウンドで楽曲制作、レコーディング・エンジニアとして名古屋1との名声を得ている。